# Équipe du Danemark féminine de volley-ball
L'équipe du Danemark féminine de volley-ball est composée des meilleures joueuses danoises sélectionnées par la Fédération danoise de volley-ball (Dansk Volleyball Forbund, DVF). Elle est actuellement classée au 48e rang de la Fédération internationale de volley-ball au 11 juillet 2022.

## Sélection actuelle
Sélection pour les Qualifications aux championnats d'Europe de 2011.
Entraîneur : Tony Westman  ; entraîneur-adjoint : Jens Bang 

## Palmarès et parcours

### Parcours

#### Championnats d'Europe
| - 1949 : Non qualifié - 1950 : Non qualifié - 1951 : Non qualifié - 1955 : Non qualifié - 1958 : Non qualifié - 1963 : 13e - 1967 : Non qualifié - 1971 : 16e - 1975 : Non qualifié - 1977 : Non qualifié | - 1979 : Non qualifié - 1981 : Non qualifié - 1983 : Non qualifié - 1985 : Non qualifié - 1987 : Non qualifié - 1989 : Non qualifié - 1991 : Non qualifié - 1993 : Non qualifié - 1995 : Non qualifié - 1997 : Non qualifié | - 1999 : Non qualifié - 2001 : Non qualifié - 2003 : Non qualifié - 2005 : Non qualifié - 2007 : Non qualifié - 2009 : Non qualifié - 2011 : Non qualifié |